# Xanthorhoe oculata
Xanthorhoe oculata là một loài bướm đêm trong họ Geometridae.